# Giuseppe Ragone

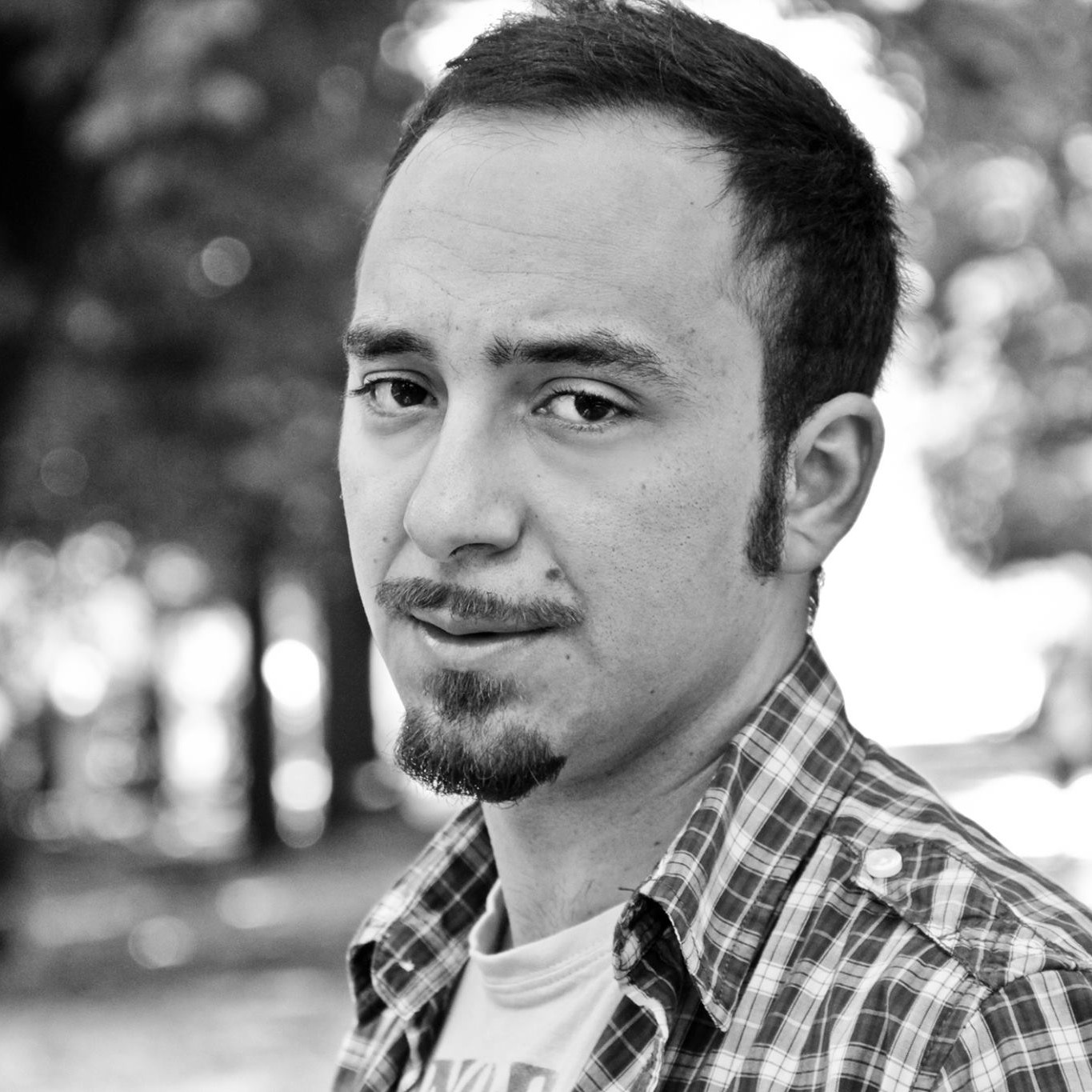
Giuseppe Ragone nel 2016

Giuseppe Ragone, noto anche come Zep Ragone (Tricarico, 12 marzo 1986), è un attore italiano.

## Biografia
Cresciuto a Salandra, in provincia di Matera, nel 2005 si trasferisce a Roma. Ragone suona la tromba ed è laureato in Lettere. Nel 2008 comincia a studiare recitazione prima con Antonio Bilo Canella poi con Massimiliano Bruno, è lui che nel 2012 lo fa esordire al cinema con Viva l'Italia, al fianco di Raoul Bova, Michele Placido, Rocco Papaleo, e nel 2016 lo vuole per Beata ignoranza nel ruolo di Gianluca.
Nel 2017 è nel cast del cortometraggio premiato ai Nastri d'argento Cani di razza di Riccardo Antonaroli e Matteo Nicoletta. Nel 2018 è ne Il tuttofare, opera prima di Valerio Attanasio. Dal 2019 è nel cast di Imma Tataranni - Sostituto procuratore, dove interpreta il ruolo del giornalista Pino Zazza, e ottiene il primo ruolo da co-protagonista nell'opera seconda di Vincenzo Alfieri Gli uomini d'oro, dove interpreta il ruolo di Luciano Bodini.
Dal 2017 al 2019 è nel cast dello spettacolo Sogno di una notte di mezza estate, con la regia di Massimiliano Bruno.
Dal 2012 ad oggi è nel cast fisso di Pedigrì, format teatrale romano di cui è anche fondatore insieme a Josafat Vagni e Tiziano Scrocca.
Nel 2024 è inviato del programma satirico Binario 2 su Rai 2.

## Filmografia

### Cinema
- Viva l'Italia, regia di Massimiliano Bruno (2012)
- Beata ignoranza, regia di Massimiliano Bruno (2017)
- Cani di razza, regia di Riccardo Antonaroli e Matteo Nicoletta - cortometraggio (2017)
- Il tuttofare, regia di Valerio Attanasio (2018)
- Gli uomini d'oro, regia di Vincenzo Alfieri (2019)
- I migliori giorni, regia di Massimiliano Bruno e Edoardo Leo (2023)
- Scordato, regia di Rocco Papaleo (2023)
- Finché notte non ci separi, regia di Riccardo Antonaroli (2024)

### Televisione
- In arte Nino regia di Luca Manfredi - film TV (2016)
- Imma Tataranni - Sostituto procuratore, regia di Francesco Amato - serie TV (2019-in corso)

### Web
- Il Musical generico: Mascotte (2022)

## Programmi televisivi
- Binario 2 (Rai 2, 2024)
- Faccende complicate (RaiPlay, 2025)
- Audiscion (Rai 2, 2025)

## Teatro
- La Iatta Mammona, regia di Terry Paternoster  (2012)
- Sogno di una notte di mezza estate, regia di Massimiliano Bruno (2017,2018,2019)